# Mézga Géza
Mézga Géza a Mézga család című rajzfilmsorozat egyik főszereplője. 1968-ban debütált a Magyar Televízión a Mézga-franchise első, Üzenet a jövőből – A Mézga család különös kalandjai című sorozatának első epizódjában, A távszervizben.
Magyarországon nagy ismertségnek örvendő, közkedvelt szereplő, és a sorozat nemzetközi elterjedésének köszönhetően Olaszországban, Németországban, Csehországban és Franciaországban is ismerik. Hangját Harkányi Endre adta, akinek a neve szinte összeforrott mára a népszerű rajzfilmfiguráéval.
Az első és harmadik (valamint a tervezett negyedik) sorozatban főszereplőként, a másodikban pedig mellékszereplőként szerepelt.

## Élete
Nem sok konkrétum tudható meg a sorozatban Mézga Géza korábbi életéről. Amiről szó esik, hogy a '10-es vagy a '20-es években született, ő volt az anyja tizenharmadik gyermeke, gyerekkorában nem szeretett bukfencezni, iskolában fel volt mentve tornából, illetve az esküvője 1948-ban volt (valamelyik hónapban 29-én). A történetben már házas, felesége Paula. Két gyermekük van, Kriszta és Aladár. A családhoz két háziállat is tartozik, Blöki és Maffia. Géza bérszámfejtőként dolgozik. 

Az 1. évad 1. részben (ami 1968-ban játszódik egy naptár tanúsága szerint) Aladár csinált egy adóvevő készüléket, aminek a segítségével  Géza megismerhette egy XXX. századi keszármazottját, MZ/X-t.

## Megjelenés
Mézga Géza 40-50 év közötti, köpcös, kopaszodó, szemüveges férfi.
Az első és második évadban Géza leggyakrabban fehér inget, barna mellényt, fekete-szürke csíkos nadrágot és fekete cipőt hord.
A harmadik évadban vörös mellénye van.
A negyedik évadban sötétbarna mellényben és bordó cipővel látható.

## Érdekességek
Mézga Géza karaktere Kabos Gyulát idézi fel.

Géza hangját Harkányi Endre adta. A 4. évadban már csak Harkányi maradt meg a régebbi hangok közül (van, aki akkor már nem élt, illetve kinőtt a szerepből).